# Myki, Xanthi
Myki (în trecut Mustafciovo; în greacă modernă Μύκη, transliterat: Mýki) este un sat din prefectura Xanthi. Aparține grupului de sate cu o populație musulmană care mai sunt denumite și Pomakohoria. Myki se află la 20 km de Xanthi și la 5 km de Sminthi. Din punct de vedere administrativ aparține municipalității Myki și populația sa este de 1.347 de locuitori conform recensământului din 2021. Populația sa a înregistrat o creștere continuă în ultimul secol așa cum se poate vede din tabelul de mai jos:
| Anul      | 1928 | 1940 | 1951 | 1961 | 1971 | 1981 | 1991 | 2001  |
| Populația | 319  | 485  | 570  | 579  | 636  | 821  | 995  | 1.095 |

## Așezarea
Myki este construit la o altitudine de 380 de metri în munții Rodopi într-o vale mică formată de un pârâu afluent al râului Kosynthos. Este aproape invizibil de pe drumul principal care traversează satele din Pomakohoria din prefectura Xanthi. Existența torentului care traversează satul a creat probleme în perioadele cu precipitații abundente. În 1996 a provocat inundații grave în sat.   În centrul satului se află o mare moschee, una dintre cele mai mari din zonă. În Myki îmbrăcămintea locală tradițională a femeilor este încă purtată. Această ținută este dominată de culori strălucitoare, în principal roșu, și diferă foarte mult de ținuta musulmană simplă și închisă, purtată în celelalte sate musulmane din regiune.